# Las fenicias (Séneca)

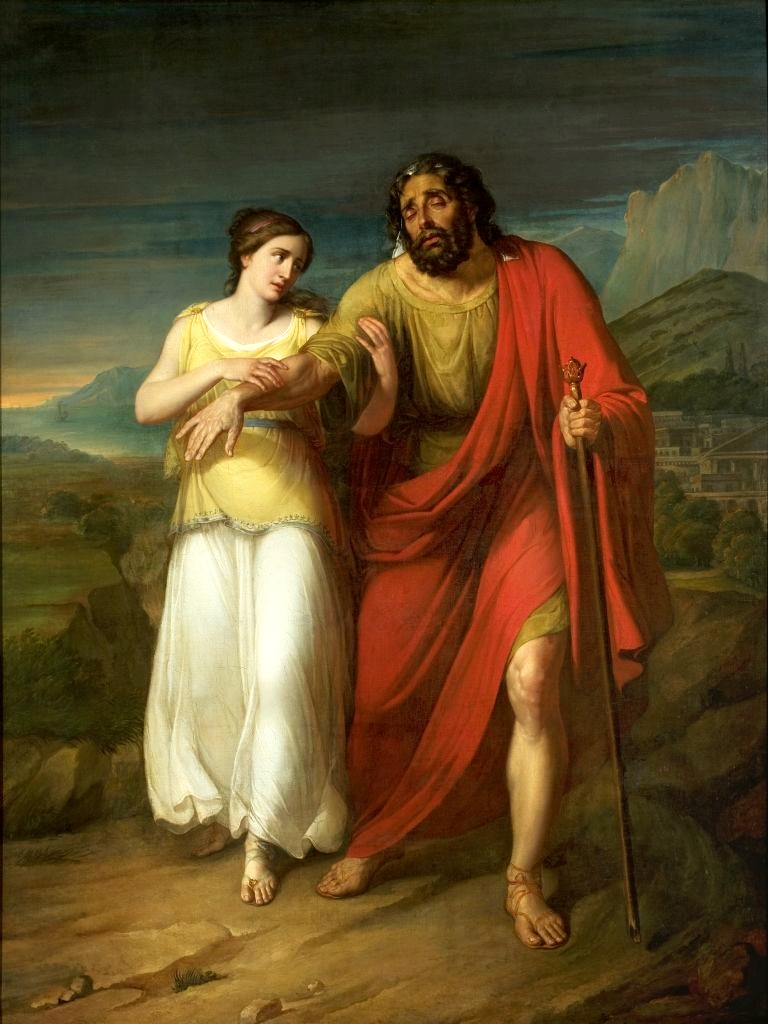
Antígona acompaña a su padre Edipo

Las Fenicias (Phoenissae) es una obra escrita por Séneca, y la cual se desarrolla en dos escenarios: el primero, en Citerón, a las afueras de Tebas, entre Edipo y Antígona; y el segundo, en el interior de las murallas de Tebas, entre Yocasta, Antígona, Polinices y Etéocles.
Esta obra fue inspirada en Edipo rey y Edipo en Colono, de Sófocles, Edipo, del propio Séneca, Los Siete contra Tebas, de Esquilo, y Las fenicias, de Eurípides.

## Argumento.

### Primera parte.
Después de que Edipo arrancara sus propios ojos y se condenara así mismo a vagar por la tierra para expiar su crimen, Antígona, en una muestra de cariño y solidaridad por el destino de su padre, decide guiar sus pasos en el sendero por su destierro y servirle así como alivio de sus dolores.
Inicia la obra con Edipo vagando a los alrededores de Tebas y con Antíona tratando de disuadirlo de buscar su propia muerte en un intento de purgar su doble crimen (matar a su propio padre, Layo, y fecundar a su madre, Yocasta).
Recuerda Edipo los inicios de su desdicha, las predicciones que le hiciere el Oráculo de Delfos, el camino que recorrió para llegar a Tebas, su enfrentamiento con la Esfinge, así como la muerte de padre por sus propias manos; todo esto mientras se lamenta junto a Antígona (quien es evidencia, según él, de su insoportable crimen) el no haber podido prever su propio destino y el origen de tantos lamentos.
Entre la platica que mantiene el padre con la hija entra a escena un Mensajero venidero de Tebas a rogar a Edipo su intervención entre la disputa de Polinices y Etéocles, quienes en ausencia de su padre se debaten el reinado de Tebas, la cual se encuentra asediada en sus siete puertas por Adrastro, Tideo, Polinices, Capaneo, Hipomedón, Anfiarao y Partenopeo, amenazando con la destrucción de la ciudad si Etéocles no entrega el cetro a Polinices como se había pactado, pero Edipo en su dolor decide no intervenir y adentrarse en la selva para no regresar a la ciudad; por ello Antígona abandona a Edipo para emprender el regreso con su madre a la ciudad.

### Segunda parte
Ya en Tebas, se encuentra Yocasta lamentando el cruel destino de Edipo, ya ciego, y la sed que tienen Etéocle y Polinices por gobernar, aun cando esto implique la destrucción de su familia y la propia ciudad de Tebas.
Yocasta intercede entre sus dos hijos para conciliar la paz, pero Etéocles insiste en ostentar el poder y que Polinices continué en el destierro, siendo imposible lograrla.

## Personajes

### Primera parte: Escena en Citerón.
- Edipo: Rey de Tebas; Hijo de Layo y Yocasta y padre de Antígona, Etéocle y Polinices.
- Antígona: Nieta, guía e Hija de Edipo y Yocasta.
- Mensajero

### Segunda parte: Escena en Tebas.
- Yocasta: Esposa y madre de Edipo,
- Polinices: Hijo de Yocasta y Edipo.
- Etéocles: Hermano de Polinices y Antigona
- Antígona: Hija de Edipo y Yocasta,
- Guardian
- Mensajero